# Reserva Ecológica Mache Chindul

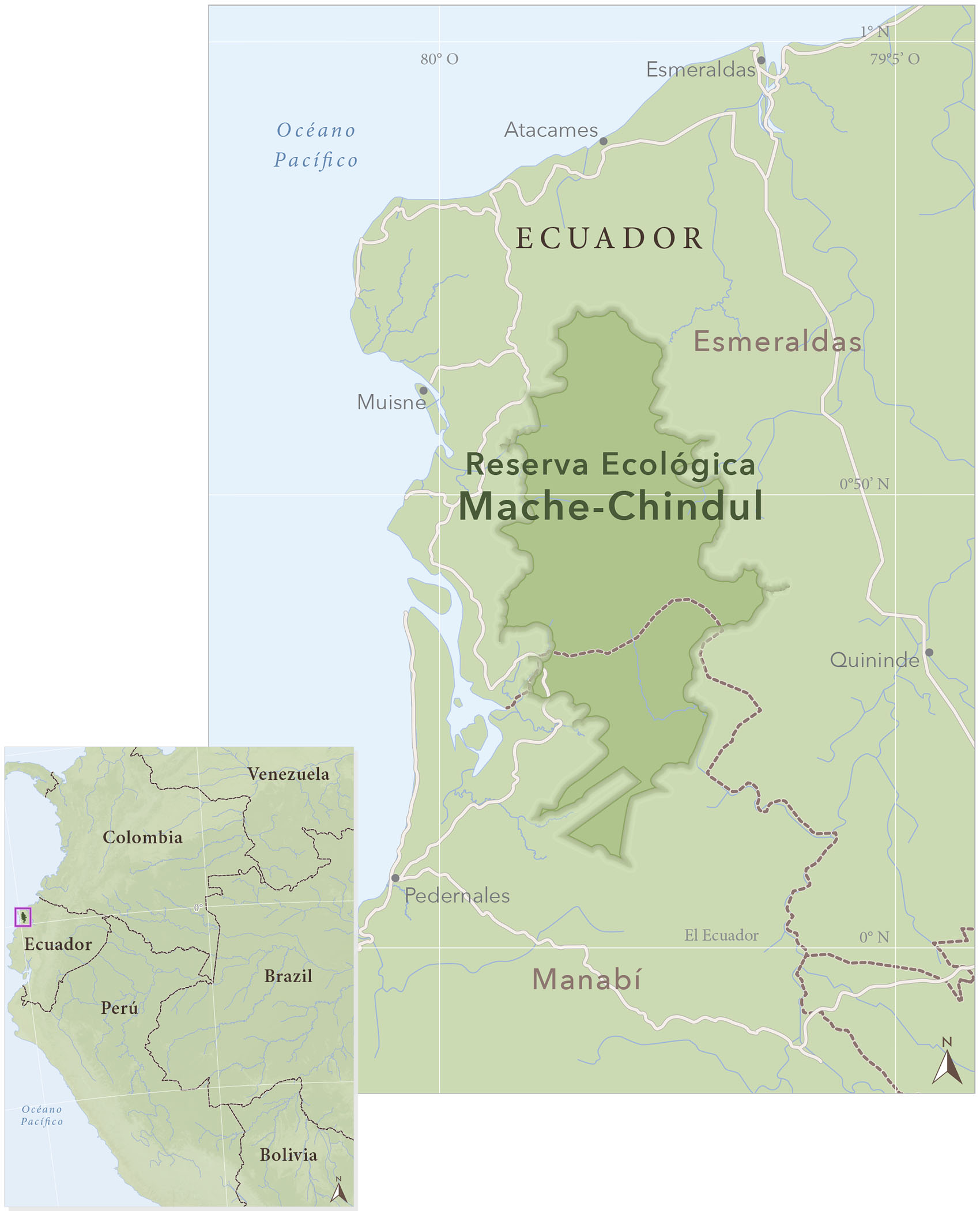
Lage des Schutzgebietes

Die Reserva Ecológica Mache Chindul befindet sich im Nordwesten von Ecuador. Das 1191,72 km² große Schutzgebiet wurde am 9. August 1996 eingerichtet. Das Schutzgebiet wurde außerdem von BirdLife International als ein Important Bird Area („wichtiges Vogelareal“) klassifiziert.

## Lage
Die Reserva Ecológica Mache Chindul liegt nahe der Pazifikküste in den Provinzen Esmeraldes und Manabí. Das Schutzgebiet erstreckt sich über die Cordillera Mache Chindul.
Dort entspringen die Flüsse Río Muisne, Río Chebe, Río Atacames und Río Tigua. Das Gebiet liegt in Höhen zwischen 200 m und 800 m. Der Norden des Schutzgebietes befindet sich in der biogeographischen Region Chocó, die sehr niederschlagsreich ist und die sich entlang der Pazifikküste von Panama im Norden bis nach Nordwest-Ecuador im Süden erstreckt.

## Ökologie
Im Norden, wo Jahresniederschläge zwischen 2000 und 3000 mm auftreten, wachsen Feuchtwälder, während im Süden bei Jahresniederschlägen von etwa 1000 mm Trockenwälder dominieren. Im Reservat befindet sich die Laguna de Cube, ein 350 m hoch gelegenes Feuchtgebiet, das als ein wichtiges Vogelgebiet betrachtet wird. Es wurden im Schutzgebiet 136 Säugetierarten, 491 Vogelarten, 54 Amphibienarten sowie 38 Reptilienarten erfasst. Zur Vogelwelt gehören der Bindengrundkuckuck (Neomorphus radiolosus), der Langlappen-Schirmvogel (Cephalopterus penduliger) und der Graurückenbussard (Leucopternis occidentalis). Zu den Säugetieren gehören der Puma, Mantelbrüllaffe (Alouatta palliata), der Ecuador-Kapuzineraffe (Cebus aequatorialis), der Große Ameisenbär (Myrmecophaga tridactyla), der Haarige Zwergfruchtvampir (Rhinophylla alethina), die Gestreifte Haarnasenfledermaus (Mimon crenulatum), das Mittelamerikanische Nacktschwanzgürteltier (Cabassous centralis) und das Braunkehl-Faultier (Bradypus variegatus). Zur Herpetofauna zählen die Gattungen Anolis mit 5 Arten, Tantilla mit 2 Arten und Eleutherodactylus mit 10 Arten sowie die Arten Ctenophryne aterrima und Paruwrobates erythromos.

## Reisezeiten
Es wird aufgrund der klimatischen Bedingungen die Zeit von Juli bis Dezember als die günstigste Reisezeit betrachtet.